# 少毛甘露子
少毛甘露子（学名：Stachys adulterina）为唇形科水苏属下的一个种。